# Anders Magnus Strinnholm
Anders Magnus Strinnholm, född 25 november 1786 i Umeå landsförsamling, död 18 januari 1862 i Jakobs församling i Stockholm, var en svensk historiker, boktryckare och översättare samt ledamot av Svenska Akademien.

## Biografi
Anders Magnus Strinnholm föddes i byn Teg i Umeå socken där fadern med samma namn var förste lantmätare. Modern hette Beata Zimmerman och var född i Österbotten. Efter skolgång i Umeå och Piteå följde djäknegång i Västerbotten och Lappland. Först därefter kom han till Härnösands gymnasium 1803 och blev student vid Uppsala universitet 1808, men måste av ekonomiska skäl avbryta sina akademiska studier redan 1810. I stället blev han 1813 delägare i ett boktryckeri i Stockholm, tillsammans med sin barndomsvän Zacharias Hæggström. Strinnholm utträdde ur bolaget 1815 för att med självstudier ägna sig åt historiskt författarskap. För att försörja sig korrekturläste han.
Åren 1819–1823 skrev han verket Svenska folkets historia under konungarne af Vasaätten och en bok om Magnus Stenbock. 1825 utkom han med en översättning av Christian Friedrich Rühs Svea rikes historia. Hans historiska alster ledde till att han fick anställning av Bankofullmäktige att uppföra flera register över dess handlingar, och han fick ett årligt anslag av riksdagen för att fullfölja sina flerbandsverk. Därefter arbetade han med sitt stora verk om Sveriges äldre historia, nämligen Svenska folkets historia från äldsta till närvarande tider, som utkom i fem delar mellan 1834 och 1854. Ett sammandrag utgavs också 1857–1860. För sina verk fick han slutligen en pension av 2500 riksdaler per år av kung och riksdag.
Det var som historieskrivare och hävdatecknare som Strinnholm fick störst betydelse. År 1834 invaldes han i Vitterhetsakademien och 1837 i Svenska Akademien, där han hade stol nummer 17. År 1842 blev han hedersdoktor vid sitt gamla universitet och 1845 ledamot av Vetenskapsakademien.
Han var från 1836 gift med sin kusin Anna Sofia Zimmerman (1794–1874) men hade inga barn. Två systrar till honom gifte sig  med söner till Pehr Stenberg och halvbrodern Knut Strinnholm blev kyrkoherde i Burträsk. Makarna Strinnholm är begravda på Norra begravningsplatsen utanför Stockholm.

## Priser och utmärkelser
- 1836 – Kungliga priset